# Colonia Bahia Libre
Colonia Bahia Libre är en ort i Mexiko.   Den ligger i kommunen Veracruz och delstaten Veracruz, i den sydöstra delen av landet, 300 km öster om huvudstaden Mexico City. Colonia Bahia Libre ligger 53 meter över havet och antalet invånare är 499.
Terrängen runt Colonia Bahia Libre är platt. Havet är nära Colonia Bahia Libre åt nordost. Runt Colonia Bahia Libre är det mycket tätbefolkat, med 1 221 invånare per kvadratkilometer. Närmaste större samhälle är Veracruz, 9,1 km sydost om Colonia Bahia Libre. Runt Colonia Bahia Libre är det i huvudsak tätbebyggt.